# Chronologie de Spirou
Cet article présente la chronologie des principaux événements qui ont marqué l'histoire du journal Spirou.

## Années 1930

### 1938
- 14 avril 1938 : Publication du no 0.
- 21 avril 1938 : Publication du no 1. Première publication des séries Spirou et Fantasio (Les Aventures de Spirou à l'époque), Tif et Tondu (Les Aventures de Tif à l'époque), Dick Tracy et Bill l'Albatros. Première parution du Fureteur (Le Fureteur vous dira à l'époque). Première publication des auteurs Rob-Vel, Jean Doisy et Fernand Dineur.
- 19 mai 1938 : Première apparition, dans le no 5/38, du personnage de Tondu dans la série Tif et Tondu.
- août 1938 : Lancement du club les Amis de Spirou.
- 27 octobre 1938 : Première publication de la version néerlandaise nommée Robbedoes.

### 1939
- 12 janvier 1939 : Première parution, dans le no 2/39, de la série Red Ryder (nommée Cavalier Rouge).
- 2 mars 1939 : Première parution, dans le no 9/39, de la série Superman (nommée Marc Costa, Hercule moderne).
- 6 avril 1939 : Passage à vingt pages et au format 38x28 dans le no 14. Première parution de l'auteur Jijé avec l'histoire Le Mystère de la clef hindoue.
- 8 juin 1939 : Première apparition, dans le no 23/39, de l'écureuil Spip dans la série Spirou.
- 21 septembre 1939 : Passage à seize pages au no 38/39 à cause de la situation internationale.

## Années 1940

### 1940
- 4 janvier 1940 : Première publication de Maurice Tillieux avec des illustrations du Fureteur dans le no 1/40.
- 9 mai 1940 : Interruption de la parution du journal au no 19/40 à cause de l'invasion allemande.
- 22 août 1940 : Fin de l'interruption de publication avec la sortie du no 34/40. Passage à huit pages.
- 29 août 1940 : Première parution de la série Brick Bradford dans le no 35/40.
- 14 novembre 1940 : Passage à douze pages au no 46/40.

### 1941
- 6 février 1941 : Début de la publication, dans la no 6/41, de la biographie de Don Bosco, ami des jeunes par Jijé.
- 5 juin 1941 : Passage à huit pages à partir du no 23/41 à cause du rationnement de papier.
- 26 juin 1941 : Passage à six pages à partir du no 26/41 à cause du rationnement de papier.
- 24 juillet 1941 : Passage à douze pages à partir du no 30/41 et adoption du format 20x28.
- 2 octobre 1941 : Début de la publication de la série Les Aventures de Jean Valhardi dans le no 40/41.

### 1942
- 23 juillet 1942 : Début de la publication, dans la no 30/42, de la série L'Épervier bleu. Première publication de l'auteur Sirius.
- 27 août 1942 : Passage à huit pages à partir du no 35/42 à cause des restrictions de papier.
- 17 septembre 1942 : La série Les Aventures de Jean Valhardi est publiée sur la couverture à partir du no 38/42, à la place de la série Spirou.

### 1943
- 2 septembre 1943 : Le journal est interdit par l'occupant allemand, le dernier numéro publié est le no 35/43. Dernier Spirou de Rob-Vel.
- 1er novembre 1943 : Sortie du numéro spécial L'Espiègle au grand cœur pour contourner la censure allemande.
- 1er décembre 1943 : Sortie du numéro spécial L'Almanach 1944.

### 1944
- 5 octobre 1944 : La libération de Charleroi permet au journal de reparaitre.
- 12 octobre 1944 : Première publication de Jean-Michel Charlier qui s'occupe de rubriques rédactionnelles dans le no 2/44.
- 2 novembre 1944 : Passage à douze pages à partir du no 5/44.
- 16 novembre 1944 : Première publication d'André Franquin avec l'illustration du roman Aile rouge dans le no 7/44.

### 1945
- 15 février 1945 : Désormais le journal ne parait que tous les quinze jours à cause des restrictions de papier.
- 6 mai 1945 : Passage à huit pages à partir du no 13/45.
- 28 juin 1945 : Le journal redevient hebdomadaire.
- 2 août 1945 : Passage à douze pages à partir du no 23/45.

### 1946
- 3 janvier 1946 : Passage à seize pages à partir du no 1/46.
- 10 janvier 1946 : Passage à une numérotation continue, cette nouvelle numérotation débute avec le no 404 qui est le nombre de semaines écoulées depuis la création du journal.
- 20 juin 1946 : André Franquin récupère, à partir du no 427, la série Spirou et Fantasio en plein milieu de l'histoire La Maison préfabriquée.
- 4 juillet 1946 : Première publication, dans le no 429, d'Eddy Paape qui récupère la série Les Aventures de Jean Valhardi.
- 7 décembre 1946 : Première parution de la série Lucky Luke dans le hors-série Almanach 1947. Première publication de Morris.

### 1947
- 2 janvier 1947 : Passage à vingt pages. Suppression du bandeau-tire. Première parution de la série Les Aventures de Buck Danny dans le no 455. Première publication de Victor Hubinon.
- 8 mai 1947 : Première parution, dans le no 473, de Will avec une histoire complète intitulée Tempête
- 27 novembre 1947 : Première parution de Blondin et Cirage dans le no 502, une série publiée auparavant dans la revue Petits Belges.

### 1948
- 21 octobre 1948 : Début de la biographie de Robert Baden-Powell par Jijé au no 549. Première publication de Mitacq avec l'illustration d'une nouvelle.

### 1949
- 21 juillet 1949 : Will récupère Tif et Tondu au no 588 après le rachat de la série par les éditions Dupuis.
- 20 octobre 1949 : Première parution, dans le no 601, d'Yvan Delporte qui scénarise l'histoire Jean Valhardi intitulée À la poursuite de Max Clair.
- 17 novembre 1949 : Passage à vingt-quatre pages au no 605. Changement de bandeau-titre. Début de la parution de la série Surcouf.

## Années 1950

### 1950
- 12 janvier 1950 : Première publication de René Follet dans le no 613 avec l'illustration d'un conte.
- 22 juin 1950 : Première publication de la rubrique automobile Starter dans le no 636, par Jacques Wauters. Au départ uniquement rédactionnelle, la rubrique est ensuite accompagnée d'illustrations et d'une représentation du personnage de Starter, simultanément dessiné par Franquin puis Jidéhem dans les pages du journal, et vivra également ses propres aventures en bande dessinée avant de rejoindre la série Sophie dans les années 1960.
- 21 décembre 1950 n°662 : première couverture de Noël du journal, dessinée par Franquin. Le numéro contient en plus des parutions habituelles deux contes de Noël: Noël sur la banquise et Noël coréen.

### 1951
- 1er février 1951 : Première parution de la série éducative Oncle Paul dans le no 668.
- 9 août 1951 : Premier Oncle Paul scénarisé par Octave Joly dans le no 695.
- 20 décembre 1951 n°714 : second numéro de Noël de l'histoire du journal, avec une couverture dessinée par Franquin. Par rapport à celui de l'année dernière, ce numéro comporte plus de pages en rapport avec Noël (l'histoire de l'Oncle Paul notamment est sur ce thème).

### 1952
- 1er mai 1952 : La rubrique automobile Starter est pour la première fois accompagnée d'un dessin de Franquin dans le no 733 (il s'agit de Spirou lançant le signal du départ pour un coureur automobile à l'aide de son drapeau). Restant épisodique, la rubrique devient plus régulière dès 1956.
- 11 septembre 1952 : Début de la publication, dans le no 752, de la série Johan et Pirlouit (titré seulement Johan), publiée auparavant dans des quotidiens. Première publication de Peyo.
- 11 décembre 1952 n°765 : premier numéro double estampillé "spécial Noël" (mais le troisième numéro de Noël en réalité, ceux des deux années précédentes étant des numéros à pagination habituelle) de 44 pages, avec une couverture double dessinée par Franquin et trois contes de Noël.

### 1953
- 8 janvier 1953 : La série L'Épervier bleu est censurée, précipitant la fin de l'histoire La Planète silencieuse. Dernière publication dans le no 769 avant une vingtaine d'années.
- 15 janvier 1953 : Début, dans le no 770, de la publication de la biographie, Stanley.
- 12 février 1953 : Début, dans le no 774, de la publication de la biographie, Xavier, raconté par le ménestrel.
- 11 juin 1953 : Nouvelle format de couverture à partir du no 791, avec 3/4 d'une planche et un dessin humoristique d'André Franquin.
- 23 juillet 1953 : Dernière publication, dans le no 797, de la série Jo Lumière, les séries américaines disparaissent du journal.
- 15 octobre 1953 : Premier scénario d'Albert Desprechins dans le no 809 avec l'histoire Oscar et ses mystères.
- 12 novembre 1953 : Sirius créé la série Les Timour dans le no 813.
- 31 décembre 1953 : Première publication de la série Kim Devil dans le no 820.

### 1954
- 4 mars 1954 : Première publication de la série Jerry Spring dans le no 829.
- 25 novembre 1954 : Première publication de la série La Patrouille des Castors dans le no 867.

### 1956
- 20 septembre 1956 : Première publication de Gil Jourdan de Maurice Tillieux dans le n°962.

## Années 1960

### 1967
- 7 septembre 1967 (no 1534) : Première publication de la série Les Petits Hommes de Pierre Seron, avec l'histoire Alerte à Eslapion-sous-Rajevols.

### 1968
- 13 juin 1968 (no 1574) : Premières histoires du prolifique Raoul Cauvin qui relatent les déboires de deux puces, Arthur et Léopold.
- 29 octobre 1968 (no 1585) : Le dessinateur Louis Salvérius, qui souhaite se lancer dans le western, créé un petit chercheur d'or, mais Raoul Cauvin le convainc que la guerre de Sécession constitue un meilleur sujet de série. Ainsi naissent Les Tuniques bleues, reprises à la mort de Salvérius en 1972 par Lambil.

## Années 1970

### 1970
- 12 février 1970 (no 1661) : Ultime publication de Johan et Pirlouit dans le journal, avec la fin du Sortilège de Maltrochu.
- 26 février 1970 (no 1663) : François Walthéry, un jeune dessinateur qui travaille dans les studios Peyo (Les Schtroumpfs, Benoît Brisefer), souhaite créer sa propre série. Yvan Delporte, qui vient de quitter le poste de rédacteur en chef du journal, lui suggère une hôtesse de l'air : Natacha.
- 24 septembre 1970 (no 1693) : Roger Leloup lance Yoko Tsuno avec le récit complet Hold-up en hi-fi[1]

### 1972
- 23 novembre 1972 (no 1806) : Gos lance Le Scrameustache (initialement nommée Khéna et le Scrameustache), avec la publication de L'héritier de l'Inca.

### 1974
- 24 janvier 1974 (no 1867) : Lancement de Papyrus de Lucien de Gieter.

### 1977
- 17 mars 1977 (no 2031) : Le Trombone illustré est lancé par Franquin et Delporte et animé par des dessinateurs venus de tous horizons. Véritable laboratoire d'idées conçu dans la cave de Spirou, Le Trombone connaîtra une existence brève mais marquante (à commencer par les Idées noires de Franquin).
- 30 juin 1977 (no 2046) : Dernière apparition de la série L'Épervier bleu de Sirius avec la fin de la publication de Balade irlandaise.

### 1978
- 20 avril 1978 (no 2088) : Début des Démêlés d'Arnest Ringard et de la taupe Augraphie, suggérés à Frédéric Jannin par Franquin

### 1979
- 15 février 1979 (no 2131) : Ultime publication d'une histoire inédite de Gil Jourdan avec la fin de la publication d'Entre deux eaux ; Maurice Tillieux est décédé un an plus tôt, le 02 février 1978.

## Années 1980

### 1980
- 3 janvier 1980 (no 2177): Première apparition de l'agent secret 421 d'Éric Maltaite et Stephen Desberg.
- 13 novembre 1980 (no 2222) Début des « hauts de pages », des dessins caustiques et irrévérencieux situés en haut des pages du journal et destinés à révéler aux lecteurs tous les secrets du journal. D'abord assurés par Frank, André Geerts et Yslaire, ils seront très vite repris par Yann et Conrad qui illustreront 576 hauts de page.

### 1981
- 19 mars 1981 (no 2240) : Apparition des Femmes en blanc de Philippe Bercovici et Raoul Cauvin.
- 17 septembre 1981 (no 2266) : Arrivée de L'Élan de Frank Pé.

### 1982
- Cette année est particulière car à la suite du départ de Jean-Claude Fournier de la série Spirou et Fantasio quelques années plus tôt, trois équipes différentes se chargent de la série. Ainsi, durant la même année Yves Chaland dessine sa version du personnage, à raison d'un strip par semaine dès le n°2297, tandis que Virus de Philippe Tome et Janry est publiée dès le n°2305. Enfin à partir du n°2326 c'est Nic et Raoul Cauvin qui lancent Les Faiseurs de silence (nommée La Boîte Noire partie 2 durant la publication). Tome et Janry remportent cette "guerre" des Spirou, car Yves Chaland abandonne son histoire au n°2318, et à la suite de la publication de trois albums Nic et Cauvin sont remerciés et laissent la place à Tome et Janry.
- 11 mars 1982 n°2291: Lancement de Jeannette Pointu de Marc Wasterlain.
- 2 décembre 1982 : Publication de L'Ombre qui tue, la première histoire de Jérôme K. Jérôme Bloche de Alain Dodier, Makyo et Le Tendre, dans le hors série trimestriel Album + numéro 4. La série fera sa première apparition dans le magazine régulier dans le (no 2384) du 22 décembre 1983.

### 1983
- 29 septembre 1983 (no 2372) : Création de Pierre Tombal le fossoyeur par Marc Hardy et Raoul Cauvin.
- 27 octobre 1983 (no 2376) : Création de Jojo, un peu par hasard ; une des annonces publicitaires n'étant pas arrivée à temps, la rédaction demande à Geerts de boucher le trou par un gag dessiné.

### 1984
- 7 juin 1984 (no 2408) : Publication de la première aventure de XIII, Le Jour du Soleil Noir, par William Vance et Jean Van Hamme.

### 1985
- 6 août 1985 (no 2469) : Rencontre crossover improbable dans le même numéro entre les Petits Hommes dans Le Pickpocket et le Scrameustache qui vit sa propre aventure sous le titre Kromoks en folie.

### 1986
- 25 mars 1986 (no 2502) : Le numéro de Pâques de cette année se pare d'une couverture empreinte de surréalisme, avec un mystérieux oeuf géant flottant dans le ciel, dessiné par Michel Matagne.
- 29 avril 1986 (no 2507) : Publication de la première histoire du faux prêtre et vrai policier Soda de Philippe Tome et Luc Warnant.
- 23 décembre 1986 (no 2541) : Le numéro « spécial Noël » voit l'arrivée d'un petit garçon aux cheveux blonds du nom de Cédric.

### 1987
- 17 février 1987 (no 2549) : Le Gang Mazda fait son arrivée dans le journal. C'est dans cette série qu'apparaît la première version du Boss, personnification BD du rédacteur en chef Thierry Tinlot, qui prend ses fonctions en 1993.

## Années 1990

### 1992
- 1er janvier 1992 (no 2803) : première publication de la série Les Psy de Raoul Cauvin et Bédu dans ce numéro spécial nouvel an 1992.
- 7 octobre 1992 (no 2843) : Début des aventures horrifiques de Mélusine sous la plume de Clarke, qui avait choisi comme héros de ses premières histoires, deux ans plus tôt, Les Cambrioleurs.

### 1993
- 11 août 1993 (no 2887) : Création du personnage de Kid Paddle par Midam pour illustrer la rubrique sur les jeux vidéo, Shazam. Il prendra son indépendance deux ans plus tard.

### 1994
- 21 décembre 1994 (no 2958) : début de la malédiction de la page 13. Durant plusieurs numéros des phénomènes étranges vont avoir lieu sur cette page ; ici, il s'agit d'un glitch: une page du fureteur illustrée par Jean Luc et Jean Claude Pasquiez du n°1381 du 10 octobre 1964 est publiée à la place de la publication habituelle.

### 1995
- 22 février 1995 (no 2967) : La page 13 fait la couverture de ce numéro, à la suite des étranges phénomènes survenant chaque semaine sur cette page depuis le n°2958. La rédaction indique que les auteurs, superstitieux, ne veulent pas être publiés dessus, il est donc décidé de condamner cette page en ne publiant aucune série sur cette dernière, le temps de trouver une solution.
- 15 mars 1995 (no 2970) : Fin de la malédiction de la page 13, qui devient dès ce numéro la page 12bis. Spirou devient de facto le seul hebdomadaire sans page 13. Le magazine n'a à ce jour toujours pas de page 13, à de rares exceptions près: (le n°3000, le n°3681 spécial Halloween qui ne comporte que des pages 13, et enfin le n°3983 pour faire une blague sur l'affaire de la page 13).
- 11 octobre 1995 : le no 3000 étant accompagné d'un CD fournissant la bande-son du journal. Ce numéro séparé en deux parties dont une se lisant en retournant le journal, il comporte bien une page 13.

### 1997
- 22 janvier 1997 (no 3067) : Numéro hommage à Franquin.
- 18 juin 1997 (no 3088) : hommage à Sirius décédé en mai 1997, rédigé par Yvan Delporte. C'est également la dernière apparition de la série Timour, terminée depuis 1994, dans le journal, avec la publication hommage de l'histoire Timour et le dieu d'Or.
- 20 août 1997 (no 3097) : Première apparition de la série Le Boss qui met en scène le véritable rédacteur en chef du magazine, Thierry Tinlot, sur un dessin de Philippe Bercovici. Auparavant, le Boss étant déjà présent dans le magazine, mais en tant que personnage du Gang Mazda dessiné par Christian Darasse.

### 1998
- 22 avril 1998 (no 3132) : Numéro spécial pour les 60 ans du journal sous forme d'un magazine daté du 22 avril 2038 fêtant « officiellement » les 100 ans du journal et reprenant à l'intérieur un fac-similé du journal spécial 60 ans.

## Années 2000

### 2000
- 5 janvier 2000 (no 3221) : Le premier numéro de l'année est « victime » du bug de l'an 2000. Édité sur papier vieilli et jauni, il contient des séries « rétro » (Kid Paddle devient Kid Pagaille, Les Paparazzi deviennent Les Échotiers, Le Boss devient Monsieur le directeur de la rédaction, etc.).

### 2001
- 7 novembre 2001 (no 3317) : Lancement de la série Tamara de Christian Darasse et Zidrou, au départ nommée Tamara Boula, elle prend son nom définitif dans le n°3386

### 2002
- 16 janvier 2002 (no 3327) : Première prépublication de la série Aria, transfuge des magazines Tintin et Hello Bédé dont les albums sont édités par Dupuis depuis 1994.
- 20 mars 2002 (no 3336) : Numéro spécial Lisa Desamours pour fêter le retour de la série après vingt-trois ans d'absence et les multiples ennuis de santé de son auteur, Bari, qui a dû subir une transplantation cardiaque. Il s'agit en fait d'un canular minutieusement préparé en amont dans le journal (notamment via du rédactionnel et des apparitions du personnage de Bari dans la série Le Boss), la série n'existant pas et Bari étant Alec Séverin sous un pseudonyme, qui modifie son style et personnifie le dessinateur imaginaire via une interview. Deux planches de l'histoire Courage, Lisa! sont donc publiées dans ce numéro, en plus d'un rédactionnel revenant sur les précédentes aventures de l'héroïne. Deux planches sont également publiées dans le n°3337, dont une inachevée, Bari ayant succombé à une nouvelle attaque cardiaque. Le canular se poursuit durant les semaines suivantes, via le courrier des lecteurs, les gags du Boss, ou la page des nouveautés albums annonçant le report du nouveau tome de Lisa Desamours.
- 10 juillet 2002 (no 3352) : Dernière apparition de Bari, qui se joint aux auteurs du journal pour saluer le départ de Benoît Fripiat de la rédaction du journal de Spirou, via un dessin et une lettre.

### 2003
- 12 mars 2003 (no 3387) : Ultime publication d'une histoire de la série Le Scrameustache avec la fin de la publication du tome 34 de la série, Le Retour de Falzar. À la suite d'un litige financier opposant l'éditeur Dupuis aux auteurs Gos et Walt, la série rejoint les éditions Glénat en 2005.
- 23 avril 2003 (no 3393) : numéro spécial 65 ans. La couverture reprend celle du n°1 de 1938, un poster représentant 2500 albums édités par les éditions Dupuis formant une tête de Spirou est offert en supplément.
- 28 mai 2003 (no 3398) : Première apparition du diablotin Nelson de Bertschy.

### 2004
- 21 avril 2004 (no 3445) : Ultime apparition de la série Les Petits Hommes dans le journal, avec la fin de la publication de l'histoire Opération Q.I.. Les albums suivants continuent tout de même à paraître aux éditions Dupuis sans prépublication jusqu'en 2007, l'ultime tome paraissant ensuite chez l'éditeur Clair de Lune en 2011.
- 28 avril 2004 (no 3446) : Spirou et Fantasio reviennent après 6 ans d'absence, avec de nouveaux auteurs: Morvan et Munuera. Pour l'occasion, le journal change de formule.
- 29 septembre 2004 (no 3468) : Première publication de Jacques Le Petit Lézard Géant, de Libon.
- 22 décembre 2004 (no 3480) : numéro spécial Noël avec une couverture double dans un style manga Chibi. C'est dans ce numéro qu'apparaît pour la première fois la BD autobiographique Marzi, de Marzena Sowa et Sylvain Savoia, contant l'enfance d'une petite fille dans la Pologne des années 70 et 80.

### 2005
- 4 mai 2005 (no 3499) : ultime apparition de Jeannette Pointu de Marc Wasterlain, avec la publication de l'histoire Chasseurs de Tornades.
- 18 mai 2005 (no 3501) : Lancement de la série Les Nombrils de Delaf et Maryse Dubuc.
- 19 octobre 2005 (no 3523) : Lancement de Messire Guillaume de Matthieu Bonhomme et Gwen de Bonneval, avec la prépublication du premier tome, Les Contrées Lointaines. L'histoire prend fin dans le n°3532 avec un cliffhanger qui marque les lecteurs.

### 2006
- 25 janvier 2006 (no 3537) : Le magazine change de formule et devient Spirou Hebdo: il passe de 48 à 68 pages, est de nouveau agrafé et la couverture est désormais en papier glacé. Le prix passe de 1€60 à 2€30. Outre les bandes dessinées actuelles certaines séries plus anciennes sont republiées dans le cadre des pages "gratin de la BD". Dans ce numéro paraissent pour la première fois la série Seuls de Bruno Gazzotti et Fabien Vehlmann, Animal Lecteur de Libon, ainsi que le feuilleton hebdomadaire Ça peut toujours être pire! de Steven, Fred Diamz, Nix et Toto Dernoncourt.
- 15 février 2006 (no 3540) : ouverture de la collection Une Aventure de Spirou et Fantasio par (renommée ensuite Le Spirou De en 2010), avec la publication des Géants Pétrifiés de Yoann et Fabien Vehlmann. Cette collection permet une présence plus régulière du personnage de Spirou dans le magazine entre deux nouveaux tomes de la série mère.
- 26 avril 2006 (no 3550) : Numéro spécial pingouins.
- 7 juin 2006 (no 3556) : Numéro spécial coupe du monde de football 2006.
- 29 juin 2006 (no 3559) : Numéro spécial manga pour fêter le début de la publication de Spirou et Fantasio à Tokyo. La moitié du magazine se lit se gauche à droite avec les publications habituelles, l'autre moitié se lit se droite à gauche et contient des bandes dessinées inspirées des manga. Dans ce numéro est annoncée une collaboration entre Jean David Morvan et le dessinateur japonais Hiroyuki Ooshima pour la réalisation d'un manga Spirou.
- Durant l'été 2006, soit du n° 3560 au n°3567, le magazine met à l'honneur les BD des autres pays et régions, avec à chaque numéro un cahier central comportant des BD d'auteurs de ces zones géographiques, et une seconde couverture imaginant le nom qu'aurait Spirou s'il provenait de cet endroit, dans l'ordre: l'Espagne (Mister K Hebdo), le Vietnam (NHOC), l'Argentine (El Pibe), la Pologne (Czas na Polske), le Québec (Snoreau), le Cameroun (Zam Zam), l'Italie (Furetto) et la Flandre (Robbedoes, seul magazine ayant vraiment existé jusqu'en 2005).
- 12 juillet 2006 (no 3561) : Contient 8 pages supplémentaires correspondant à un cahier spécial en hommage à Roba. Ce numéro a la particularité d'avoir trois couvertures en un seul magazine: la couverture du cahier spécial Roba, la couverture habituelle, et la couverture du cahier été spécial Vietnam.
- 13 septembre 2006 (no 3570) : En supplément de ce numéro dans lequel est publié la fin de Spirou et Fantasio à Tokyo, le manga Des valises sous les bras, de Morvan et Hiroyuki Ooshima est offert. Il s'agit d'un petit livret agrafé
- 27 décembre 2006 (no 3585) : Numéro spécial Noël avec une couverture double de Morvan et Munuera, et une histoire spéciale Noël de Spirou, Noêl sans neige.

### 2007
- 3 janvier 2007 (no 3586) : numéro spécial nouvel an, avec un calendrier Spirou et Fantasio 2007 dessiné par Morvan en cadeau.
- 14 février 2007 (no 3592) : numéro spécial people. Pour l'occasion le logo du magazine change et imite un magazine people de type Voici.
- 28 février 2007 (no 3594) : numéro spécial fêtant les 50 ans de Gaston Lagaffe. Pour l'occasion est offert un poster géant à taille humaine de Gaston, en quatre parties, la première partie est offerte dans ce numéro, le reste les 3 semaines suivantes.
- En mars 2007 paraît un hors série spécial Spirou et Fantasio de 52 pages, avec en cadeau un petit livre de 96 pages Best of de la BD contenant deux histoires de Spirou et Fantasio.
- 4 avril 2007 (no 3599) : numéro hommage à Yvan Delporte, avec un cahier de 8 pages agrafé au dessus du magazine habituel, à la manière de ce qui avait été fait avec l'hommage à Roba l'année précédente.
- 18 avril 2007 (no 3601) : numéro spécial strips. Pour l'occasion, le magazine est séparé en quatre parties de 68 pages de strips, qu'il est possible de découper pour obtenir quatre petits magazines. Ce numéro comporte 272 histoires complètes sous forme de strips, et met à l'honneur en couverture Nelson le diablotin.
- 30 mai 2007 (no 3607) : numéro spécial alertant sur le réchauffement climatique.
- Durant l'été, soit du n°3612 à 3620, chaque numéro comporte un cahier été, et un Paper toy à découper et coller soi-même. Sont ainsi offerts les paper toy de Nelson, Kid Paddle, Le Psy, Tamara, Karine des Nombrils, Cédric, Jacques le petit lézard géant, Plunk, et Le Piou.
- 11 juillet 2007 (no 3613) : numéro spécial comics
- 29 août 2007(no 3620) : dernière apparition du feuilleton Ca peut toujours être pire!, emblématique de la formule mise en place depuis le n°3537, avec la fin de la publication de la saison 2.
- 5 septembre 2007(no 3621) : La formule en place depuis le n°3537 est quelque peu revue, le rédacteur en chef de l'époque, Serge Honorez, appelant cela un "nettoyage de printemps de rentrée" dans l'édito. Notamment, les bandeaux annonçant les séries en haut des pages sont raccourcis, ne couvrant que le coin de la page pour aérer ces dernières, et les rubriques rédactionnelles sur l'actu sont moins présentes, à part Docteur Je Sais Tout qui est toujours présente presque à chaque numéro.
- 12 septembre 2007(no 3622) : numéro spécial alertant contre le racisme et toutes les exclusions, portant le titre "Fini de rire!". Chaque histoire sur ce thème comporte en haut de page des bandes évoquant du ruban adhésif jaune sur lequel est écrit "Même pas peur!" en noir. Le cahier spécial de ce numéro, scellé, devait être découpé sur le côté des pages pour pouvoir être ouvert et lu. Les histoires "Même pas peur!" sont ensuite restée présentes dans le journal les semaines suivantes (jusqu'au n°3645), au vu du grand nombre d'histoires disponibles, qui ne rentraient pas dans un seul numéro.
- 10 octobre 2007(no 3626) : numéro spécial Star Wars
- 31 octobre 2007(no 3629) : numéro spécial écologie, imprimé sur du papier recyclé.
- 19 décembre 2007(no 3636) : numéro spécial Noël, avec une couverture dessinée par Janry qu'il faut placer à la lumière pour discerner les détails en transparence. Toutes les pages du journal sont entourées d'un liseré représentant des lumières de Noël jaunes.

### 2008
- 2 janvier 2008 (no 3638) : Première apparition du Spirou d'Émile Bravo, avec la publication du Journal d'un Ingénu.
- Le 13 février 2008 paraît un hors série sur l'écologie de 132 pages.
- Fin de la publication des histoires "Même pas peur!" dans le numéro 3645 du 20 février 2008. Est également publié dans ce numéro un florilège des réactions des lecteurs, positives ou négatives et virulentes, devant la publication de ces histoires dénonçant le racisme et d'exclusion.
- 16 avril 2008 (no 3653) : Le journal fête ses 70 ans avec une nouvelle formule. Le nom redevient Spirou, il perd 16 pages et conserve le même prix de 2€30. Le numéro paraît avec 4 couvertures différentes à collectionner et un supplément Qui a dessiné Spirou? dans lequel divers auteurs dessinent leur version du personnage, le tout enveloppé dans un blister jaune évoquant un paquet cadeau. Lancement dans ce numéro de la rubrique Les Aventures d'un Journal qui revient sur des numéros emblématiques du magazine. Dans ce numéro est également publiée une histoire de Spirou de 8 Pages par Yoann et Vehlmann (colorisation de Hubert), intitulée Back to the Rédak. L'éditorial de ce numéro est rédigé par Dalovidal, sur des dessins de Frédéric Jannin, et sera de même nature jusqu'au n°3660 du 04 juin 2008. C'est dans ce numéro qu'est lancée Spirou Dream Team, série mettant en scène les membres de la rédaction sous les traits d'animaux anthropomorphes (le rédacteur en chef du journal dès ce numéro, Frédéric Niffle est ainsi représenté sous les traits d'un paon), et réalisée par Jean Léturgie, Yann et Véro Borev.
- 7 mai 2008 (no 3656) : Lancement de la série Le Royaume de Benoît Feroumont.
- 21 mai 2008 (no 3658) : Retour des mini-récits, avec Les fins du monde de Lewis Trondheim.
- 11 juin 2008 (no 3661) : Dès ce numéro l'édito rédactionnel disparaît pour être remplacé par un édito sous forme de BD, La semaine d'Eddy Tôt. Première publication de la série Maki de Fabrice Tarrin, nommée au départ Le Lémurien, puis le personnage prend le nom de Maki le Petit Lémurien au cours de l'année, dans le n°3668.
- Retour des numéros spéciaux saisonniers de 100 pages, avec un n°3664 spécial vacances paru le 02 juillet 2008.
- Retour de Gully d'Alain Dodier après 19 années d'absence, dans le n°3669 du 06 août 2008, qui est un numéro spécial Moyen-Age.
- Publication de l'ultime histoire de Spirou et Fantasio de Morvan et Munuera, Aux Sources du Z, du n°3672 du 27 août 2008 au n°3677 du 01 octobre 2008.
- Raoul Cauvin fête également ses 70 ans en 2008 avec un numéro spécial, le n°3676 du 24 septembre 2008. Pour l'occasion, il lance Coup de Foudre, une nouvelle série dessinée par David de Thuin.
- 22 octobre 2008 (no 3680) : Numéro spécial pour fêter les 50 ans des Schtroumpfs, avec une couverture dessinée par Michel Matagne, qui est la dernière couverture qu'il effectuera pour le journal.
- 5 novembre 2008 (no 3682) : Publication de l'ultime histoire de Messire Guillaume, Terre et Mère.
- 26 novembre 2008 (no 3685) : Retour de la série Arkel de Stephen Desberg et Marc Hardy, renommée Ange et Diablesses, pour un nouveau cycle en deux tomes. Le premier tome de ce cycle est une version recolorisée et partiellement redessinée de Estelle, dernière histoire d'Arkel parue dans le journal en 1986 et restée sans suite durant vingt-deux ans.
- 17 décembre 2008 (no 3688) : Numéro double de 100 pages spécial Noël, avec une couverture dessinée par Frank Pé.

### 2009
- 18 février 2009 (no 3697) : Dans le cadre de la collection Une Aventure de Spirou et Fantasio Par..., Olivier Schwartz lance Le Groom Vert-De-Gris, sa première introduction dans l'univers de Spirou, sur un scénario de Yann.
- 25 février 2009 (no 3698) : Première publication de Zombillénium d'Arthur de Pins. Les personnages de la série avaient déjà illustré la couverture du n°3681 (29 octobre 2008) spécial Halloween, mais il n'y avait aucun indication de leur appartenance à une quelconque série sur la couverture.
- 25 mars 2009 (no 3702) : Publication de l'ultime aventure de Sammy, Boy, de Raoul Cauvin et Jean-Pol. La publication s'achève dans le n°3706 du 22 avril 2009.
- 29 avril 2009 (no 3707) : La série La Vie en Slip de Steve Baker, transfuge de Pif Gadget dont la nouvelle mouture s'est arrêtée en 2008, rejoint le magazine.
- 9 décembre 2009 (no 3739) : Numéro double de 100 pages spécial Noël, avec une couverture dessinée par André Geerts.
- 23 décembre 2009 (no 3741) : Numéro spécial pour fêter les 50 ans de Boule et Bill.

## Années 2010

### 2010
- Première publication de Hubert dans le journal en tant que scénariste, avec le premier tome de Beauté (initialement nommée Reine Beauté lors de la publication), dessiné par Kerascoët, à partir du n°3744 du 13 janvier 2010.
- Le n°3746 du 27 janvier 2010 est un numéro spécial Festival d'Angoulême.
- Retour d'Aria dans le magazine après six années d'absence, à partir du n°3754 du 24 mars 2010.
- Yoann et Fabien Vehlmann deviennent officiellement les auteurs de la série mère de Spirou et Fantasio avec la prépublication d'Alerte aux Zorkons à partir du numéro 3766 du 16 juin 2010. La colorisation est effectuée par Hubert.
- Retour de Yoko Tsuno dans le magazine après cinq années d'absence, avec la publication de La Servante de Lucifer à partir du n°3776 du 25 août 2010.
- Retour de Lucky Luke pour des aventures inédites avec la prépublication de Lucky Luke contre Pinkerton d'Achdé à partir du n°3779 du 15 septembre 2010. La série avait déjà fait son retour depuis le n°3547 du 05 avril 2006 avec la publication régulière d'anciennes histoires déjà publiées dans Spirou dans le passé.
- Ultime apparition de Jojo avec la prépublication de Mamy Blues du n°3782 du 06 octobre 2010 au n°3786 du 03 novembre 2010. André Geerts décédé le 27 juillet 2010, avait fait l'objet d'un hommage dans le n°3778 du 08 septembre 2010.
- Lancement de la série Ralph Azham de Lewis Trondheim dans le n°3789 du 24 novembre 2010.
- Le n°3792 du 15 décembre 2010 est un numéro hommage aux 50 ans de Benoît Brisefer.

### 2011
- 3 août 2011 (no 3825) : Lancement de la série L'Atelier Mastodonte, série collective crée par Lewis Trondheim et dessinée par un collectif d'auteurs. Il s'agit, comme Pauvre Lampil ou Le Gang Mazda en leur temps, d'une fiction jouant avec la réalité, la série mettant en scène un atelier fictif de bande dessinée dont les auteurs font partie. Elle prend en quelque sorte le relais de Spirou Dream Team, qui a pris fin dans le n°3698, en tant que série faisant le lien entre la rédaction, les auteurs et les lecteurs.
- 21 septembre 2011 (no 3832) : Début de la publication de la série Louca de Bruno Dequier et Nadine Thomas.
- 7 décembre 2011 (no 3843) : numéro double spécial Noël de 100 pages avec une couverture double de René Hausman. Dans ce numéro apparaît pour la première fois Crapule, les aventures du chat noir de Jean-Luc Deglin (qui avait déjà fait des apparitions sous forme de supplément abonnés dès 2009 dans le n°3705).

### 2012
- 25 avril 2012 (no 3863) : numéro spécial élection présidentielle française, avec un poster affiche électorale Spirou en cadeau.

### 2013
- Année des 75 ans du journal célébrés avec la création d'un Spirou tour passant par les grandes villes de Belgique, de France et de Suisse.
- 29 mai 2013 (no 3920) : Première publication de la série Imbattable de Pascal Jousselin et Laurence Croix.
- Dupuis ayant racheté Marsu Productions, le Marsupilami peut de nouveau retourner dans Spirou (il était déjà indirectement présent via la série Marsu Kids en 2012). Pour l'occasion la première aventure du marsupial, La queue du Marsupilami, initialement sortie en 1987, est publiée du n°3924 à 3929. Puis, du n°3934 à 3945 c'est la nouvelle histoire Coeur d'étoile qui est prépubliée. L'animal fera également son retour dans la série mère de Spirou et Fantasio en 2015.

### 2014
- le prix du magazine passe à 2€40.
- 1er janvier 2015 (no 3951) : Lancement de la série Dad de Nob.
- 12 mars 2014 (no 3961) : Retour de Natacha. La dernière publication d'une aventure inédite de l'hôtesse de l'air datait de 1997 (n°3066), sans compter les republications d'anciennes histoires en 2006 (n°3659-3667) et 2007 (n°3608-3610).

### 2015
- 18 février 2015 (no 4010) : numéro spécial "Où est Spip?" avec 26 Spip à trouver dans le magazine. La couverture est dessinée par René Hausman, c'est la dernière fois que le dessinateur dessine une couverture du magazine. Son ultime apparition dans Spirou est également en 2015 dans le n°4039 via un dessin en hommage à Stuf.
- 25 février 2015 (no 4011) : Début de la publication de l'ultime aventure de Papyrus, Papyrus pharaon. Pour l'occasion un poster de la série est offert. La publication s'achève dans le n°4016 du 01 avril 2015.
- 1er avril 2015 (no 4016) : Ce numéro met Rob Vel à l'honneur, avec la publication d'une histoire prétendument restée inédite et retrouvée il y a peu, Spirou et les Monstres. Il s'agit en fait d'un canular pour le 1er Avril, le style de Rob Vel étant imité par Fred Reinhardt pour l'occasion.
- 17 juin 2015 (no 4027) : numéro spécial bicentenaire de la Bataille de Waterloo. C'est également dans ce numéro qu'apparaît pour la dernière fois Aria avec la fin de la prépublication de Faites taire l'accusée (les albums de la série continueront à paraître chez Dupuis sans prépublication jusqu'à la fin de la série en 2021).

### 2016
- 14 septembre 2016 (no 4092) : Lancement de la série Frnck de Brice Cossu et Olivier Bocquet. Au départ une série de strips, elle devient une série de longues aventures à partir du n°4101 du 16 novembre 2016.

### 2017
- 3 janvier 2017 (no 4108) : numéro spécial pour fêter les 70 ans de Buck Danny.
- 22 février 2017 (no 4115) : numéro spécial pour fêter les 60 ans de Gaston.
- 5 juillet 2017 (no 4134) : numéro spécial Tour de France.
- 12 juillet 2017 (no 4135) : ce numéro contient un court article rédigé par Paul Satis en hommage à Pierre Seron, décédé le 24 mai 2017.
- 18 octobre 2017 (no 4149) : numéro spécial Zombillénium pour fêter la sortie du film d'Arthur de Pins et Alexis Ducord. Un poster de Zombillénium est offert dans ce numéro.
- 25 octobre 2017 (no 4150) : numéro spécial pour fêter les 50 ans de carrière de Jean-Claude Fournier.
- 8 novembre 2017 (no 4152) : numéro spécial cuisine.
- 13 décembre 2017 (no 4157) : retour de Théodore Poussin après douze années d'absence, avec la publication de Le dernier voyage de l'Amok. Pour l'occasion, il fait la couverture de ce numéro double spécial Noël.

### 2018
- 11 avril 2018 (no 4174) : 10 ans pile après son apparition dans le journal, la rubrique Les aventures d'un journal tire sa révérence. Pour ce dernier numéro, Frédéric Niffle revient sur la publication de sa bande dessinée favorite : La Guerre des sept fontaines de Johan et Pirlouit.
- 18 avril 2018 (no 4175) :  numéro double de 100 pages fêtant les 80 ans du journal. Emile Bravo, 10 ans après Le Journal d'un ingénu, revient à Spirou et Fantasio avec un cycle de 5 tomes qui commence dans ce numéro, Spirou ou l'espoir malgré tout.
- 16 mai 2018 (no 4179) : dernière apparition de Mélusine par Clarke, l'éditeur ayant décidé en 2019 de mettre fin à la série. Le personnage apparaîtra de nouveau en 2022 dans le numéro double 4380.4381 spécial 100 ans de Dupuis via une histoire par Jean-Michel Thiriet et Luc Cromheecke.
- 5 septembre 2018 (no 4195) : numéro spécial dans lequel Spirou affronte Fluide Glacial. Il s'agit d'une rivalité de connivence créée par les deux magazines, ayant commencé lorsque Fluide Glacial a critiqué le numéro spécial 80 ans, le jugeant peu festif.
- 26 septembre 2018 (no 4198) : Raoul Cauvin fête ses 80 ans avec un numéro spécial.
- 10 octobre 2018 (no 4200) : numéro spécial défense des droits de l'Homme en partenariat avec les nations unies.
- 19 décembre 2018 (no 4210) : à la suite d'une erreur des Fabrices (les personnages créés par Fabcaro et Fabrice Erre) toutes les pages du numéro portent le numéro 2.

### 2019
- 30 janvier 2019 (no 4216) : Le journal change de formule et de logo, après avoir gardé les mêmes durant onze ans. Dès ce numéro l'édito sous forme de BD est effectué par les Fabrices (Fabcaro et Fabrice Erre). Les rubriques de cette nouvelle formule sont les suivantes: 3 infos 2 vraies 1 fausse (dessiné par Philippe Bercovici), Le coin des lecteurs (dans laquelle un abonné par semaine est choisi pour une interview, et un autre lecteur est la star de son propre strip dessiné par Libon sur un scénario de Sergio Salma), Spirou et moi (dans laquelle un auteur nous fait part de son lien avec Spirou). La rubrique cartoons, inoxydable et présente sous diverses formes depuis plus de vingt ans, demeure toujours dans le magazine.
- 10 avril 2019 (no 4226) : publication de l'ultime histoire de la série Les Psy.
- 24 juillet 2019 (no 4241) : retour de Tif et Tondu après plus de trente ans sans nouvelles aventures, avec de nouvelles histoires par Blutch.
- 6 novembre 2019 (no 4256) : numéro hommage à Philippe Tome.
- 4 décembre 2019 (no 4260-61) : numéro double de 100 pages spécial "Noël à New York".

## Années 2020

### 2020
- Durant le confinement consécutif à la pandémie de Covid-19 de 2020, la rédaction réalise Spirou en télétravail.
- 13 mai 2020 (no 4283) : ce numéro met à l'honneur Les Femmes en blanc en couverture en soutien aux personnels soignants durant l'épidémie de Covid-19.
- 2 septembre 2020 (no 4299) : Première publication de la série Elliot au collège de Théo Grosjean.
- 2 décembre 2020 (no 4212-4213) : ultime apparition de la série Les Nombrils par Delaf et Maryse Dubuc, l'avenir de la série demeurant depuis incertain depuis la séparation des auteurs.

### 2021
- 22 septembre 2021 (no 4354) : numéro hommage à Raoul Cauvin décédé durant l'été 2021. Ce numéro existe en quatre couvertures différentes dessinées par Lambil, Laudec, Marc Hardy et Philippe Bercovici, quatre des dessinateurs emblématiques du scénariste. Dans ce numéro se trouvent également l'ultime apparition de Les Psy, qui avait déjà quitté le magazine depuis sa fin en 2019, et l'ultime apparition de Les Femmes en blanc, dont l'ultime histoire au niveau chronologique a elle été publiée dans le numéro 4351 du 01 Septembre 2021.

### 2022
- 23 mars 2022 (no 4380/4381) : numéro double spécial de 100 pages pour fêter les 100 ans des éditions Dupuis. Pour l'occasion, tous les auteurs du magazine s'échangent leurs séries. Seules les séries à suivre continuent leur publication habituelle, à savoir Yoko Tsuno (Les Gémeaux de Saturne, A-lan (Le Secret de Wabisabi), et Spirou et Fantasio, dont la série mère fait son retour dans ce numéro après 7 ans d'absence, avec la publication de La Mort de Spirou par Olivier Schwartz, Benjamin Abitan et Sophie Guerrive.
- 6 avril 2022 (no 4382) : Retour de Gaston Lagaffe dans des nouveaux gags de Delaf et BenBK, l'éditeur ayant donné le feu vert pour reprendre le personnage, vingt-cinq ans après le décès de Franquin, et malgré le litige toujours en cours à l'époque avec la fille de ce dernier concernant le droit moral relatif à cette reprise. La série avait toujours conservé une présence fantomatique dans le journal depuis 1997, avec quelques numéros spéciaux anniversaire, des posters à l'effigie du personnage en cadeau ou encore la republication d'anciens gags dans les années 2000.
- 17 août 2022 (no 4401) : Ultime publication de Zombillénium dans le magazine avec la fin de la prépublication de Sabbath Grand Derby. La dernière apparition de la série se fera par le biais d'un poster offert dans le n°4431 en 2023.
- 14 septembre 2022 (no 4405) : numéro spécial pour fêter les 40 ans de Jérôme K. Jérôme Bloche.

### 2024
- 3 janvier 2024 (no 4473.4474) : numéro double fêtant les 100 ans de Franquin et Morris, avec une double couverture, une fêtant cet anniversaire, et l'autre le retour de la série mère de Spirou et Fantasio avec la suite de La mort de Spirou.
- 8 mai 2024 (no 4491) : lancement de la collection Spirou et Fantasio Classique, avec la prépublication de La Baie des Cochons, par Clément Lemoine, Michaël Baril et Elric. Pour l'occasion, le journal retrouve, pour ce numéro, sa maquette de couverture de l'année 1961 (bandeau annonçant une série du journal, et strip de BD sur la moitié inférieure).
- 5 juin 2024 (no 4495) : numéro spécial fêtant les 40 ans de XIII. Jean Van Hamme retourne au scénario de la série le temps d'un mini-récit en supplément intitulé Bas les masques!.
- Au cours de l'été 2024, à la suite de l'augmentation des coûts, le magazine change de papier, adoptant un papier plus crème qu'avant et plus respectueux de l'environnement.
- 25 septembre 2024 (no 4511) : l'histoire courte La Brosse à dents de Spirou et Fantasio, par Clément Lemoine, Michaël Baril et Elric, revient sur la colocation entre les deux personnages est comment ont-ils décidé d'acheter une maison pour y vivre à deux (le récit s'intercale entre La Quick super et Les Pirates du silence de Franquin).
- 25 septembre 2024 (no 4521.4522) : numéro double spécial Noël avec une couverture dessinée par Nob. C'est également dans ce numéro qu'apparaît pour la première fois la série Mamette, préalablement publiée dans le magazine Tchô! jusqu'à sa disparition en 2014.

### 2025
- 1er janvier 2025 (no 4526) : Pour le retour de la série Les Amis de Spirou, le journal arbore pour ce numéro une couverture reprenant la maquette qu'il arborait en 1943 (logo Le Journal de Spirou avec le Spirou de Jijé effectuant un salut). Un fac-similé d'une carte d'identité officielle du club des Amis de Spirou est également offerte avec ce numéro.
- 5 mars 2025 (no 4534) : Numéro spécial Natacha pour fêter le retour de la série et la sortie du film de Noémie Saglio. Dans ce numéro débute la publication de Chanson d'avril, dernier tome de la trilogie réadaptant des histoires de L'Épervier Bleu de Sirius. La rubrique Bienvenue dans mon atelier est ici consacrée à l'auteur, décédé en 1997.